# Végfelhasználó

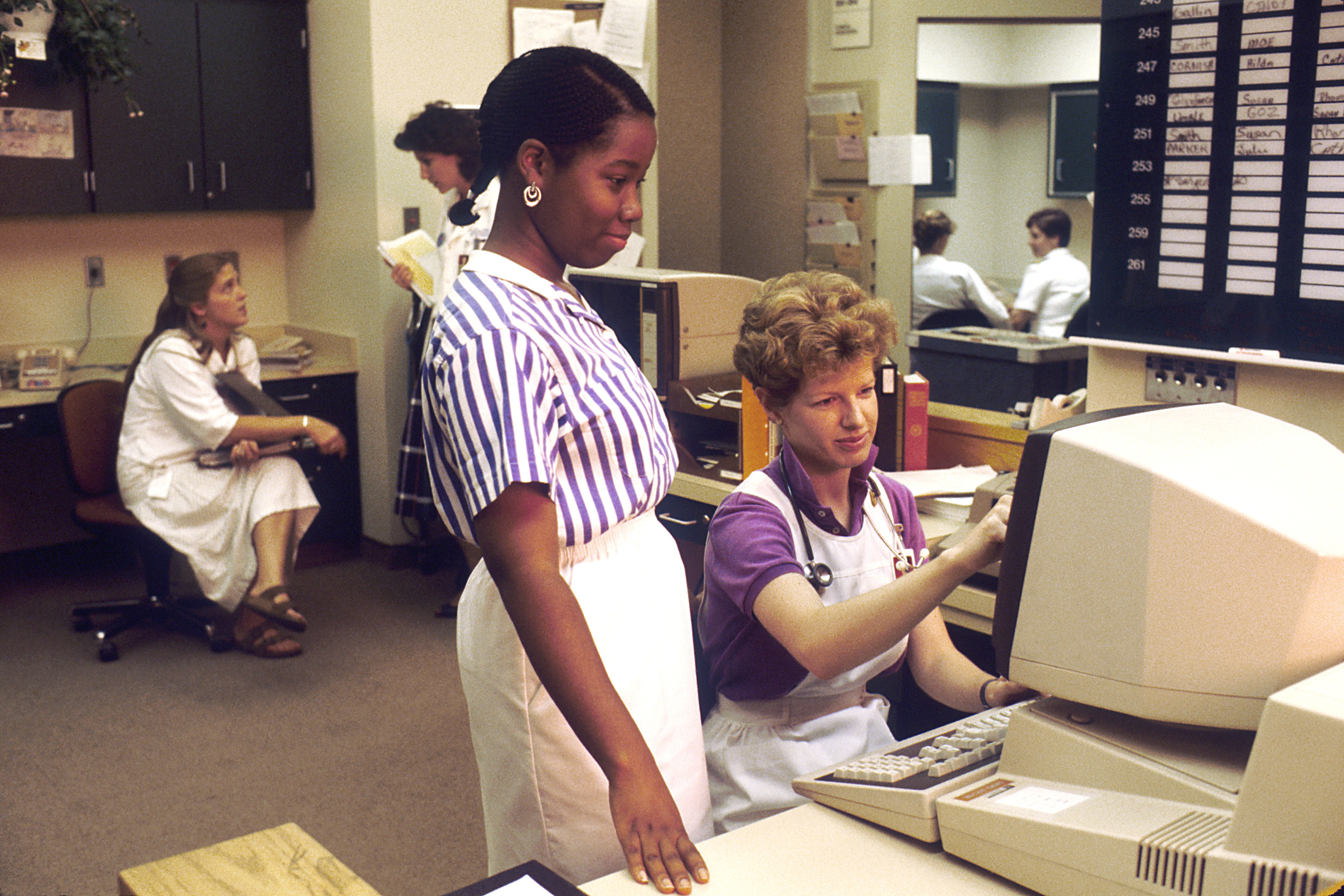
Az ápolónők mint információs rendszerek végfelhasználói

A termékfejlesztésben, a végfelhasználó az a  személy, aki végső soron használja, vagy aki végső soron használni kell a terméket. A végfelhasználó ellentétben áll azokkal a felhasználókkal, akik támogatják vagy karbantartják a terméket, például a rendszer felügyelőket, a rendszergazdákat, az adatbázis-adminisztrátorokat, az információs technológia (IT) szakértőket, a szoftveres szakembereket és a számítógépes technikusokat. A végfelhasználók általában nem rendelkeznek a terméktervezők műszaki ismereteivel vagy készségeivel, ezt a tényt a tervezők könnyen figyelmen kívül hagyják és elfelejtik: ez olyan funkciókhoz vezet, amelyek alacsony vevői elégedettséget eredményeznek. Az információs technológiában a végfelhasználók nem a szokásos értelemben vett ügyfelek, hanem jellemzően az ügyfél alkalmazottai. Például, ha egy nagy kereskedelmi vállalat szoftvercsomagot vásárol alkalmazottai számára, még akkor is, ha a kiskereskedelmi nagyvállalat volt a vásárló, aki megvásárolta a szoftvert, a végfelhasználók a vállalat alkalmazottai, akik a szoftvert a munkahelyükön fogják használni.

## Kontextus
A végfelhasználók az információs rendszerek kezelésének összetettségéhez hozzájáruló három fő tényező egyike. A végfelhasználó helyzete az 1950-es évekbeli pozícióról (amikor a végfelhasználók nem léptek kapcsolatba a nagyszámítógéppel; számítógépes szakértők programozták és működtették a nagyszámítógépet) a 2010-es évekbeli helyzetre változott, ahol a végfelhasználó együttműködik a vezetői információs rendszerrel és tanácsokkal Technológiai osztály a rendszerrel vagy a termékkel kapcsolatos igényeiről. Ez új kérdéseket vet fel, például: „Ki kezeli az egyes erőforrásokat?“, „Mi a szerepe a MIS Osztálynak?” és „Milyen az optimális kapcsolat a végfelhasználó és a MIS osztály között?”

## Fejlődés
A végfelhasználó fogalma először az 1980-as évek végén jelent meg, és azóta számos vitát váltott ki. Az egyik kihívás az volt, hogy a felhasználóknak nagyobb szabadságot adjunk, speciális funkciók és funkciók hozzáadásával (haladó felhasználók számára), valamint további korlátozások hozzáadásával (annak megelőzése érdekében, hogy egy újonc felhasználó véletlenül törölje a teljes vállalat adatbázisát). Ez a jelenség a számítástechnikai termékek és szoftverek fogyasztásának következményeként jelent meg. Az 1960-as és 1970-es években a számítógép-felhasználók általában programozási szakértők és informatikusok voltak. Azonban, az 1980-as években, és különösen az 1990-es évek közepén-végén és a 2000-es évek elején a hétköznapi, átlagos emberek elkezdték használni a számítógépes eszközöket és szoftvereket személyes és munkahelyi használatra. Az informatikai szakembereknek különféle módokon kellett megbirkózni ezzel a tendenciával. A 2010-es években a felhasználók ma már azt szeretnék, hogy nagyobb kontrollt gyakorolhassanak az általuk működtetett rendszereket felett, hogy saját maguk oldhassák meg a problémáikat, és hogy a rendszereket saját igényeiknek igazíthassák. A nyilvánvaló hátrányok közé tartozott a felhasználók által felügyelt rendszerek és adatok megsérülésének kockázata, mivel nem rendelkeztek megfelelő ismeretekkel a számítógép/szoftver haladó szintű működtetésére vonatkozóan.
Ahhoz, hogy a vállalatok a felhasználókat megszólítsák, elsődleges szempont volt, hogy alkalmazkodjanak a végfelhasználókhoz, és gondoljanak rájuk új termékeik, szoftverbevezetéseik és frissítéseik során. Partnerséget kellett kialakítani a programozó-fejlesztők és a mindennapi végfelhasználók között, hogy mindkét fél maximálisan kihasználhassa a termékek felhasználását.  A nyilvánosságnak a végfelhasználói igényekre gyakorolt hatásának egyik fő példája a nyilvános könyvtárak voltak. Az új technológiák sokféleképpen érintették őket, kezdve a kártyakatalógusuk digitalizálásától, az e-könyvekre, e-folyóiratokra való átállásig és az online szolgáltatások kínálatáig. A könyvtáraknak számos változáson kellett keresztülmenniük ahhoz, hogy megbirkózzanak a változásokkal, beleértve a meglévő könyvtárosokat a Web 2.0 -val és az adatbázis- ismeretekkel kapcsolatos ismeretek képzésére, valamint informatikai és szoftverszakértők felvételére.

## Végfelhasználói dokumentáció

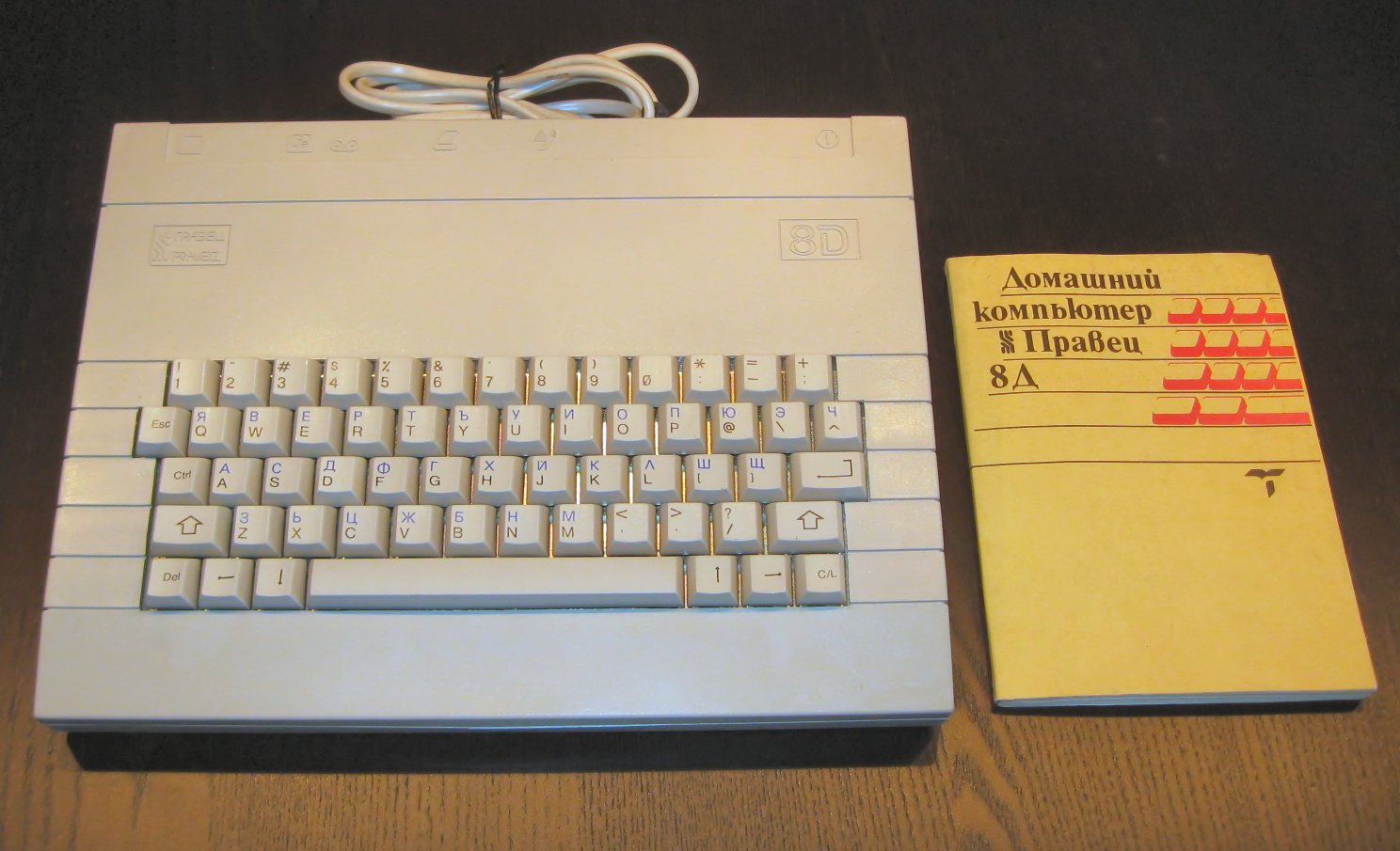
1980-as évekbeli személyi számítógép végfelhasználói dokumentációval

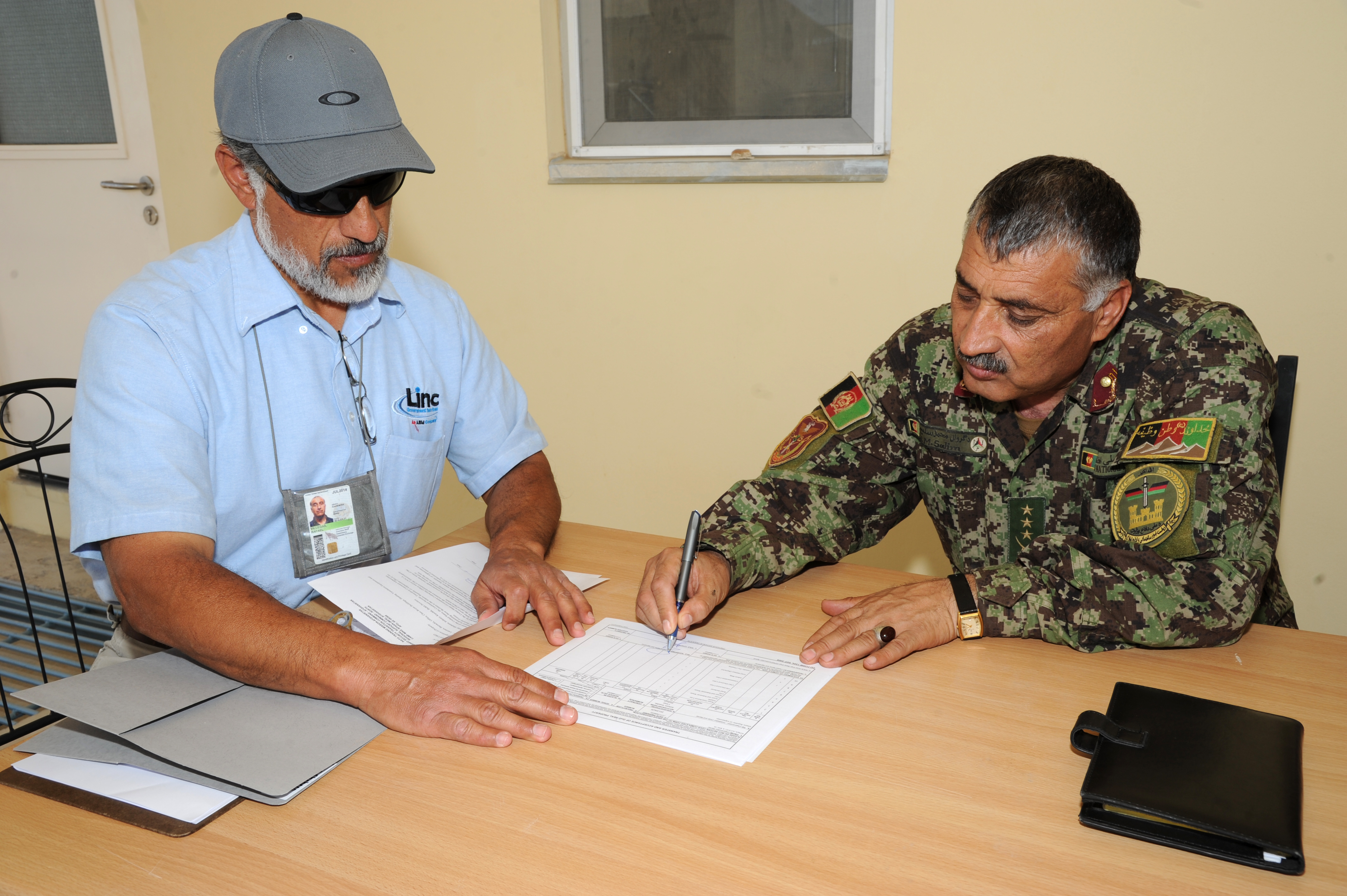
A NATO-tisztviselő és az afgán ezredes a végfelhasználói dokumentáción megy keresztül, hogy 2009-ben átadja a laktanya irányítását az afgán hadseregnek

A végfelhasználói dokumentációk (pl. termékkézikönyvek, útmutatók) célja, hogy segítsék a felhasználót a rendszerek bizonyos aspektusainak megértésében, és minden választ egy helyen adjanak meg.  Rengeteg dokumentáció áll a felhasználók rendelkezésére, amelyek segítenek megérteni és megfelelően használni egy bizonyos terméket vagy szolgáltatást. Tekintettel arra, hogy a rendelkezésre álló információk általában nagyon terjedelmesek, következetlenek vagy kétértelműek (pl. több száz oldalas felhasználói kézikönyv, beleértve a speciális funkciók használatára vonatkozó útmutatást), sok felhasználó információ túltengéstől szenved. Ezért képtelenek megtenni a megfelelő lépéseket. Ezt szem előtt kell tartani a termékek és szolgáltatások, valamint az azokhoz szükséges dokumentáció fejlesztése során.
Jól megírt dokumentációra van szükség, amelyre a felhasználó hivatkozhasson. Egy ilyen dokumentáció néhány kulcsfontosságú szempontja a következők:
- Külön címek és feliratok az alfejezetekhez, hogy segítsék az olvasót a szakaszok megtalálásában
- Videók, megjegyzésekkel ellátott képernyőképek, szövegek és linkek használata, amelyek segítik az olvasót az eszköz vagy program használatának megértésében
- Strukturált információszolgáltatás, amely a legalapvetőbb utasításoktól indul, egyszerű nyelven írva, szakzsargon és betűszavak nélkül, továbbhaladva a középhaladó vagy haladó felhasználók számára szükséges információkig (ezek a szakaszok tartalmazhatnak zsargont és betűszavakat, de minden új kifejezést az első használatkor meghatározott vagy kifejtve)
- Könnyű keresés a súgóútmutatóban, információk keresése és információk elérése
- Az egyértelmű végeredményt leírják az olvasónak (pl. "A program megfelelő telepítése után egy ikon jelenik meg a képernyő bal sarkában, és a LED kigyullad...")
- Részletes, számozott lépések, amelyek lehetővé teszik a különféle jártassági szinteken (kezdőtől haladóig) rendelkező felhasználók számára, hogy lépésről lépésre telepítsék, használhassák és elháríthassák a terméket vagy szolgáltatást.
- Egyedi Uniform Resource Locator (URL-ek), így a felhasználó felkeresheti a termék webhelyét, ahol további segítséget és forrásokat találhat.

Előfordulhat, hogy a felhasználók időnként nem használják a rendelkezésükre álló dokumentációt különböző okok miatt, kezdve attól, hogy túl terjedelmesnek találják a kézikönyvet, vagy azért, mert nem értik a benne található szakzsargont és a rövidítéseket. Más esetekben a felhasználók úgy találják, hogy a kézikönyv túl sok feltételezést fogalmaz meg arról, hogy a felhasználó már korábban is ismeri a számítógépeket és a szoftvereket, és így az utasítások átugorhatják ezeket a kezdeti lépéseket (a felhasználók szemszögéből). Így a csalódott felhasználó hamis problémákat jelenthet, mert nem érti a szoftvert vagy a számítógépes hardvert. Ez viszont arra készteti a vállalatot, hogy az észlelt problémákra összpontosítson ahelyett, hogy a szoftver tényleges problémáira összpontosítana.

## Biztonság
A 2010-es években nagy hangsúlyt fektettek a felhasználók biztonságára és magánéletére. Mivel a számítógépek egyre nagyobb szerepet játszanak az emberek életében, így az emberek laptopot és okostelefont visznek magukkal, és ezeket használják időpontok egyeztetésére, hitelkártyás online vásárlásokra és információkeresésre. Ezeket a tevékenységeket potenciálisan megfigyelhetik vállalatok, kormányok vagy magánszemélyek, ami a magánélet megsértéséhez, személyazonosság-lopáshoz, zsaroláshoz és más súlyos aggályokhoz vezethet. Emellett számos vállalkozás – az induló kisvállalkozásoktól a nagyvállalatokig – számítógépeket és szoftvereket használ termékei és szolgáltatásai tervezésére, gyártására, forgalmazására és értékesítésére, és a vállalkozások számítógépeket és szoftvereket is használnak háttérirodai folyamataikban (pl. humánerőforrás, bérszámfejtés stb.). Ezért fontos, hogy az emberek és a szervezetek tudják, hogy az általuk tárolt, használt vagy számítógépes hálózatokon keresztül küldött vagy számítógépes rendszereken tárolt információk és adatok biztonságosak.
A szoftver- és hardverfejlesztőknek azonban számos kihívással kell szembenézniük egy olyan rendszer kifejlesztése során, amely egyszerre lehet felhasználóbarát, a hét minden napján, 24 órában elérhető szinte bármilyen eszközről, és valóban biztonságos. Biztonsági szivárgások előfordulhatnak még olyan magánszemélyek és szervezetek esetében is, amelyek biztonsági intézkedéseket vezetnek be adataik és információik védelmére (pl. tűzfalak, titkosítás, erős jelszavak ). Egy ilyen biztonságos rendszer létrehozásának bonyolultsága abból adódik, hogy az emberek viselkedése nem mindig racionális vagy kiszámítható. Még egy nagyon jól védett számítógépes rendszerben is előfordulhat, hogy egy rosszindulatú személy felhívhat egy dolgozót, és úgy tesz, mintha a szoftvercég magánnyomozója lenne, és elkérheti az egyén jelszavát, ezt a tisztességtelen eljárást adathalászatnak nevezik. Ha egy dolgozó úgy dönt, hogy a vállalat elektronikus fájljait egy USB-meghajtóra helyezi, hogy a hétvégén hazavigye őket dolgozni (sok cég irányelvei ellenére), még egy jól védett rendszer mellett is, és elveszíti ezt az USB-meghajtót., a cég adatai veszélybe kerülhetnek. Ezért a fejlesztőknek olyan rendszereket kell készíteniük, amelyek a felhasználó számára intuitívak az információbiztonság és a rendszerbiztonság érdekében.
A végfelhasználók biztonságának másik kulcsfontosságú lépése az emberek és alkalmazottak tájékoztatása a biztonsági fenyegetésekről, valamint arról, hogy mit tehetnek azok elkerülése, illetve önmaguk és a szervezet védelme érdekében. Egyértelműen hangsúlyozva, a képességek és kockázatok tudatosabbá és tájékozottabbá teszik a felhasználókat a termékek használata közben.
Néhány olyan helyzet, amely veszélybe sodorhatja a felhasználót:
- Automatikus bejelentkezés rendszergazdai beállításokként
- Automatikus kitöltési opciók, amelyeknél a számítógép vagy program megjegyzi a felhasználó személyes adatait és a HTTP cookie-kat
- A gyanús e-maileket tartalmazó kéretlen e-mailek megnyitása és/vagy az ezekben található mellékletek vagy számítógépes fájlok megnyitása/futtatása
- Az e-maileket harmadik felek figyelhetik, különösen Wi-Fi kapcsolat használata esetén
- Nem biztonságos Wi-Fi vagy nyilvános Wi-Fi hálózat használata egy kávézóban vagy szállodában
- Gyenge jelszavak (egy személy saját nevével, saját születési dátumával, gyermekek nevével vagy születési dátumával, vagy könnyen kitalálható jelszavakkal, például "1234")
- Rosszindulatú programok, például vírusok

Még ha a bevett biztonsági intézkedések erősek is, a felhasználó döntései és viselkedése nagymértékben befolyásolják, mennyire biztonságosak az információi. Ezért a tájékozott felhasználó az, aki képes megvédeni és a legjobb biztonságot elérni az általa használt rendszerből. A végfelhasználói biztonság fontossága és a szervezetekre gyakorolt hatása miatt az Egyesült Királyság kormánya útmutatást adott ki a közszféra számára, hogy segítse a köztisztviselőket abban, hogy megtanulják, hogyan lehet tudatosabb a biztonság a kormányzati hálózatok és számítógépek használatakor. Bár ez egy bizonyos szektorra vonatkozik, az ilyen típusú oktatási erőfeszítések bármilyen típusú felhasználó számára informatívak lehetnek. Ez segít a fejlesztőknek abban, hogy megfeleljenek a biztonsági normáknak, és a végfelhasználók tisztában legyenek az ezzel járó kockázatokkal. Reimers és Andersson számos tanulmányt végzett a végfelhasználók biztonsági szokásairól, és azt találta, hogy a legjobb biztonsági gyakorlatokról szóló, ismételt oktatás/képzés jelentős hatással lehet a jó végfelhasználói hálózati biztonsági szokásoknak való megfelelés megítélésére, különösen rosszindulatú programokkal és zsarolóprogramokkal kapcsolatban.

## Törvény
A végfelhasználói licencszerződésekben a végfelhasználót megkülönböztetik az értéknövelt viszonteladótól, aki a szoftvert telepíti, vagy a szoftvert vásárló és kezelő szervezettől.
Bizonyos amerikai védelmi vonatkozású termékekhez és információkhoz a Nemzetközi Fegyverforgalmi Szabályzat és az Export Adminisztrációs Szabályok értelmében az Egyesült Államok kormányának exportengedélye van. Az exportengedély megszerzéséhez az exportőrnek meg kell határoznia mind a végfelhasználót, mind a végfelhasználói bizonyítvány megszerzéséhez szükséges végfelhasználást.
Az Egyesült Királyságban léteznek olyan dokumentumok, amelyek a végfelhasználói kötelezettségvállalási nyilatkozatokban megnevezett termékek engedélyeit kísérik.

## Fordítás
Ez a szócikk részben vagy egészben  az   End user című angol Wikipédia-szócikk ezen változatának fordításán alapul.  Az eredeti cikk szerkesztőit annak laptörténete sorolja fel. Ez a jelzés csupán a megfogalmazás eredetét és a szerzői jogokat jelzi, nem szolgál a cikkben szereplő információk forrásmegjelöléseként.